# Houria Bouteldja
Pour les articles homonymes, voir Bouteldja (homonymie).
Houria Bouteldja est une essayiste et une militante politique décoloniale, franco-algérienne née le 5 janvier 1973 à Constantine en Algérie. Elle est l'autrice des livres Les Blancs, les Juifs et nous : vers une politique de l'amour révolutionnaire (2016) et Beaufs et barbares, Le pari du nous (2023). Elle est porte-parole du parti des Indigènes de la République de 2005 à 2020. Sa réflexion se porte sur l'antiracisme, l'islamophobie et le néocolonialisme.
Elle est l'objet de critiques récurrentes, accusée d'antisémitisme, d'homophobie, de sexisme et de communautarisme, ainsi que, plus globalement, de véhiculer une rhétorique identitaire et racialiste plus en phase avec les idées de l'extrême droite que de la gauche,.

## Biographie

### Jeunesse et premières activités associatives
Née à Constantine le 5 janvier 1973, Houria Bouteldja suit des études de langues étrangères appliquées en anglais et arabe à Lyon. Elle acquiert la nationalité française par naturalisation le 28 avril 1998. À partir de 2001, elle est salariée de l'Institut du monde arabe.
Elle participe au « collectif Une école pour tous » (CEPT) avant de fonder en 2004  — en réaction au discours de Ni putes ni soumises — « les Blédardes », un mouvement se positionnant contre l'interdiction du voile à l'école et définissant un « féminisme paradoxal de solidarité avec les hommes » de sa communauté.

### Fondation du Mouvement des indigènes de la République (MIR)
Se rapprochant de Youssef Boussoumah, coordinateur des Campagnes civiles internationales pour la protection du peuple palestinien (CCIPPP), elle fonde avec lui le mouvement des Indigènes de la République en 2005, mouvement dont elle devient la porte-parole et qui se fait connaître en janvier 2005 avec son appel « Nous sommes les indigènes de la République ! ». Les Blédardes devient, au sein du MIR, le Collectif féministe du Mouvement des indigènes de la République.
Les Indigènes de la République se présentent comme un mouvement de dénonciation du passé colonial de la France, de lutte contre les discriminations dont sont victimes les « descendants des populations colonisées » et, plus largement, contre l'idéologie raciste et colonialiste qui, selon eux, sous-tendrait les politiques sociales actuelles de l'État français.
Le mouvement souhaite redonner leur place dans l'histoire de France aux histoires multiples de tous ceux qui vivent en France de nos jours[Quand ?].
Le Mouvement des indigènes de la République (MIR) se positionne contre la loi du 15 mars 2004 interdisant le port des signes religieux ostensibles à l’école, considérant qu’il s’agit d’une pratique « néo-coloniale ». 
Le 24 octobre 2012, elle est aspergée de peinture par un homme devant l'Institut du monde arabe, action revendiquée le lendemain par la Ligue de défense juive (LDJ), déjà mise en cause dans deux agressions similaires. Un faux entretien journalistique avait été organisé durant les jours précédents, afin d'attirer Houria Bouteldja dans ce piège. Elle porte plainte et ses agresseurs sont condamnés. Le webmestre de la LDJ, Daniel Benassaya, est condamné en mai 2016 à 6 mois de prison avec sursis et 8 500 € d'amende ; et Joseph Ayache, considéré comme le « chef » et absent au tribunal, est condamné à 1 an de prison ferme. Ce dernier s'est échappé en Israël par crainte de représailles.
En 2014, elle remporte le prix du « combat contre l'islamophobie » de la Islamic Human Rights Commission (IHRC), une organisation à but non lucratif militant contre les violations des droits des musulmans.
En novembre 2017, un professeur d'un laboratoire de l'université de Limoges invite Houria Bouteldja à l'occasion d'un séminaire d’études décoloniales, ce qui provoque une polémique, du fait de ses prises de position controversées. Dans un premier temps, le président de l'université, Alain Célérier, assume cette sollicitation, avant de finalement annuler sa venue, évoquant un « risque de trouble à l'ordre public ». La ministre de l'Enseignement supérieur Frédérique Vidal appelle, pour sa part, les universités « à la vigilance »,.
En mai 2018, elle participe à la conférence internationale « Bandung du Nord », organisée à la Bourse du Travail de Saint-Denis par le Decolonial International Network afin de « questionner la mémoire coloniale ». Selon Politis, des figures historiques de l'antiracisme y participent, comme l’activiste afro-féministe Angela Davis ou encore Fred Hampton Jr. (en)[réf. nécessaire]. Selon Conspiracy Watch, y interviennent certaines personnalités « qui se sont déjà illustrées en matière de complotisme et d’antisémitisme ».
Elle démissionne de son poste de porte-parole des Indigènes de la République en octobre 2020. Fin 2021, elle exprime sur la plateforme Twitch un soutien stratégique à la candidature de Jean-Luc Mélenchon à l'élection présidentielle de 2022, qu'elle considère comme « un butin de guerre ».

### Essayiste
Houria Bouteldja a écrit plusieurs essais publiés aux éditions La Fabrique : Les Blancs, les Juifs et nous : Vers une politique de l'amour révolutionnaire sorti en 2016 et Beaufs et barbares : Le Pari du nous sorti en 2023.

## Prises de position et polémiques
Militante antiraciste,,, se présentant comme engagée contre l'islamophobie et le néocolonialisme, Houria Bouteldja fait l'objet de nombreuses critiques et se voit taxée de dérive identitaire,.

### Le Mouvement des Indigènes de la République (MIR) et le parti des indigènes de la République (PIR)
À l'occasion du dixième anniversaire de l'organisation « décoloniale », en présence d'Angela Davis, Houria Bouteldja centre l'action du PIR autour de la « lutte des races sociales ». Expliquant que « la race est une construction sociale », elle déclare « Le mot fait peur et pourtant il n’y a rien de plus banal. [la lutte des races sociales] structure notre quotidien ».
Pour l'historien français Gérard Noiriel, « en se définissant eux-mêmes avec le vocabulaire de ceux qui les stigmatisent, les porte-parole de ce type d’associations pérennisent le système de représentations qui les exclut. »

### Utilisation du mot «souchien» en 2007
Dans l'émission de télévision Ce soir (ou jamais !) dont elle était une invitée régulière, Houria Bouteldja déclare le 2 juin 2007 :

« On met toujours la focale sur les quartiers populaires […] en déficit de connaissances, de conscience politique, il faut les éduquer, etc. et on occulte complètement le reste de la société et ses privilèges […] et moi, j'ai envie de dire : c'est le reste de la société qu'il faut éduquer, […] c'est le reste de la société occidentale, enfin de ce qu'on appelle, nous, les souchiens — parce qu'il faut bien leur donner un nom —, les Blancs, à qui il faut inculquer l'histoire de l'esclavage, de la colonisation… […] la question de l'identité nationale, elle doit être partagée par tout le monde et c'est là qu'il y a un déficit de connaissances. »

Houria Bouteldja affirme qu'elle parlait, sans ambiguïté, de « souchiens » (prononciation : /su.ʃjɛ̃/.), un néologisme construit à partir de l'expression « Français de souche », et non de « sous-chiens ». Elle clarifie ce point à plusieurs reprises, s'expliquant notamment dans un article dédié intitulé : « Petite leçon de français d'une sous-sous-chienne aux souchiens malentendants »,. Un an plus tard, le ministre Brice Hortefeux revient sur l'idée qu'elle « traite les Français de sous-chiens ».
Jugeant une plainte pour « injure raciale contre les Français » déposée par Bernard Antony, président de l'« Alliance générale contre le racisme et pour le respect de l'identité française et chrétienne » (Agrif), le tribunal correctionnel de Toulouse relaxe Houria Bouteldja en décembre 2011, la cour donnant raison à l'avocat de la défense, maître Henri Braun : le terme « Français de souche » ne correspondait à aucune réalité scientifique. La partie civile et le parquet font appel, mettant toujours en avant que le terme « souchien » constituerait une injure à caractère raciste envers les personnes blanches et les Français. La cour d'appel de Toulouse confirme la décision de première instance le 19 novembre 2012,. Le pourvoi en cassation de l'Agrif est rejeté le 14 janvier 2014 : la Cour de cassation estime que « le terme employé désignait les Français « dits de souche » dans l'esprit de la prévenue » et que cette « catégorisation des souchiens en la rapprochant d'une entité ethnique ou raciale dites les Blancs, qu'il est d'usage de nommer en ethnologie les Caucasiens sans choquer quiconque » est licite,.

### Racisme antiblanc et accusation de racisme
En juin 2012, Houria Bouteldja fait partie des signataires d'une tribune dénonçant le texte d'orientation adopté pour trois ans par le Mouvement contre le racisme et pour l'amitié entre les peuples (Mrap) à son congrès du 30 mars et du 1er avril 2012 à Bobigny, et notamment les références faites au racisme antiblanc. Houria Bouteldja déclare alors : « Le MRAP a peur d'être taxé d'islamo-gauchisme et veut devenir respectable ».
En 2016, au cours d'un débat dans l'émission Ce soir (ou jamais !), le politologue Thomas Guénolé interpelle Houria Bouteldja, également invitée, en déclarant : « Il y a une partie de l’antiracisme, et cela me fait beaucoup de peine de dire cela, qui est devenue raciste. Je parle de vous Madame Bouteldja ». Il poursuit en accusant Houria Bouteldja d'être raciste, misogyne et homophobe, en citant son livre Les Blancs, les Juifs et nous : vers une politique de l'amour révolutionnaire. Selon Thomas Guénolé, Houria Bouteldja explique que « Si une femme noire est violée par un noir, c'est compréhensible qu'elle ne porte pas plainte pour protéger la communauté noire ». Éric Hazan, éditeur de l'ouvrage de Bouteldja, réagit dans la revue Lundimatin, en qualifiant les propos de Thomas Guénolé d'« élucubrations ».
Houria Bouteldja explique en effet qu'elle entendait par là qu'en raison de la discrimination subie par les hommes noirs et nord-africains en France, il était compréhensible que les femmes noires et nord-africaines rencontrent des difficultés à porter plainte contre eux, le cas échéant. Cela serait perçu comme un vecteur de potentielles violences plus grandes que celles que subiraient un homme blanc coupable des mêmes crimes. Cette posture est synthétisée par cette citation : « Je n'ai jamais porté plainte parce que je voulais vous protéger. Je ne pouvais pas supporter de voir un autre homme noir en prison ».

### Féminisme et voile islamique
Houria Bouteldja est à l'origine de l'association féministe Les Blédardes (2003) et du Collectif féministe du Mouvement des Indigènes de la République (2005). Elle dénonce le « féminisme blanc » (c'est-à-dire les courants et les expressions du féminisme qui sont perçus comme se concentrant sur les luttes des femmes blanches, tout en omettant de traiter les formes distinctes d'oppression auxquelles sont confrontées les femmes des minorités ethniques et les femmes dépourvues d'autres privilèges, et qui finissent par marginaliser les femmes « racisées », qui en France sont souvent issues de l'immigration post-coloniale,,,,). 
Elle se prononce à plusieurs reprises contre l'interdiction du port du voile, voyant dans cette interdiction une « pratique néocoloniale » et même « une nouvelle affaire Dreyfus ». Pour Houria Bouteldja, exiger des jeunes filles musulmanes qu'elles quittent le voile revient à ce « qu’elles s’amputent d’une partie de leur identité ». Elle justifie sa position en déclarant : « Mon corps ne m’appartient pas. Aucun magistère moral ne me fera endosser un mot d’ordre conçu par et pour des féministes blanches (…) J’appartiens à ma famille, à mon clan, à ma race, à l’Algérie, à l’islam ».

### Projet décolonial
(avril 2024).
Selon Nicolas Lebourg, à en croire Houria Bouteldja, sa « médiatique porte-parole » [du PIR] ; un « projet décolonial ne peut être pensé à partir des individualités mais à partir des cultures et des identités opprimées. Le PIR reconnait l’organisation communautaire si celle-ci se revendique d’une communauté racialement opprimée. ».

### Accusations d'antisémitisme
En 2013, Houria Bouteldja pose sur une photographie, en souriant, près d'une pancarte où est écrit : « Les sionistes au goulag ».
Selon le politologue et historien Pierre-André Taguieff, elle n'hésite pas à appliquer la célèbre formule de Jean-Paul Sartre de la préface aux Damnés de la terre de Frantz Fanon, à la lettre, au conflit israélo-palestinien. Elle juge que Sartre s'est trahi lui-même en défendant le droit à l'existence d'Israël : « Sartre a survécu. Car l’homme de la préface des Damnés de la terre n’a pas achevé son œuvre : tuer le Blanc. […] La bonne conscience blanche de Sartre… C’est elle qui l’empêche d’accomplir son œuvre : liquider le Blanc. Pour exterminer le Blanc qui le torture, il aurait fallu que Sartre écrive : “Abattre un Israélien, c’est faire d’une pierre deux coups, supprimer en même temps un oppresseur et un opprimé : restent un homme mort et un homme libre.” Se résoudre à la défaite ou à la mort de l’oppresseur, fût-il Juif. C’est le pas que Sartre n’a pas su franchir. C’est là sa faillite. Le Blanc résiste. Le philosémitisme n’est-il pas le dernier refuge de l’humanisme blanc, ? »
Houria Bouteldja fait de nouveau polémique en 2020 pour avoir déclaré « On ne peut pas être Israélien innocemment », après une vague de haine antisémite à l'encontre de la Miss Provence April Benayoum. Elle est à nouveau accusée d’antisémitisme.

### Accusations d'homophobie
En 2013, dans le contexte du débat sur le mariage homosexuel, Houria Bouteldja déclare que « le mode de vie homosexuel n’existe pas dans les quartiers populaires », « ce qui n’est pas une tare », et que « le mariage pour tous ne concerne que les homos blancs », tout en précisant que « ça ne signifie pas qu’il n’y a pas de pratiques homosexuelles dans les quartiers, ça signifie qu’elle n’est pas prioritaire et qu’on a d’autres choses beaucoup plus importantes et urgentes. » Le sociologue Daniel Welzer-Lang commente à ce propos : « Dire que des personnes n’existent pas comme le fait Bouteldja, alors qu’il suffit d’ouvrir les yeux pour les voir, c’est de l’homophobie » ; l'association Le Refuge juge quant à elle qu'un tel discours risque de stigmatiser encore plus les jeunes homosexuels des cités.
Elle affirme également : « l'homme arabe qui fait son coming-out, c'est un acte de soumission à la domination blanche »,. Elle estime que la discrétion pour les homosexuels fait partie de la culture maghrébine et en constitue une caractéristique : la revendication de vivre l'homosexualité au grand jour serait soufflée par les LGBT « blancs ».
Dans le même ouvrage, elle écrit, à propos des homosexuels arabes qui font leur coming out : « Les Blancs, lorsqu’ils se réjouissent du coming out du mâle indigène, c’est à la fois par homophobie et par racisme. Comme chacun sait, “la tarlouze” n’est pas tout à fait “un homme”. Ainsi, l’Arabe qui perd sa puissance virile n’est plus un homme ». Dans l'émission télévisuelle Ce soir (ou jamais !) du 18 mars 2016 intitulée Comment réconcilier les antiracistes ?, Thomas Guénolé cite les deux dernières phrases de ce passage pour l'accuser d'homophobie.

## Réception de ses publications

### Les Blancs, les Juifs et nous

#### Description
Selon Libération, si elle précise que ces catégories de « Blancs », « Juifs » et « Noirs », sont utilisées dans leur sens « social et politique », et non dans leur acception de déterminisme biologique, loin de relativiser leur existence, elle en fait le principal fondement de sa réflexion. Pour elle, « ces catégories sont bel et bien opérantes dans la société et (...) par conséquent s’interdire d’en faire usage, c’est s’interdire de combattre l’inégalité raciale. » Ainsi, les « Blancs » sont invités à se débarrasser de leur « blanchité », les « Juifs », à renoncer à Israël et à redevenir les « indigènes » qu’ils étaient autrefois.
Selon Slate, pour Bouteldja, « on ne reconnaît pas un Juif parce qu’il se déclare Juif mais à sa soif de vouloir se fondre dans la blanchité, de plébisciter son oppresseur et de vouloir incarner les canons de la modernité. Comme nous. »

#### Critiques
L'écrivain et philosophe Tristan Garcia considère que les positions de l'ouvrage de Bouteldja utilisent la race comme « catégorie stratégique » et que, comme toute pensée décoloniale radicale, ses positions hésitent entre une réappropriation stratégique des divisions raciales et une « sorte d'épistémologie racialiste non blanche ».
Selon Clément Pétreault, journaliste du Point, elle est une « personnalité notoirement connue pour ses thèses racialistes et ses obsessions antisionistes ».
Le directeur de la rédaction du Monde diplomatique, Serge Halimi, lui reproche notamment de sommer la gauche de « tout subordonner — la domination sociale, la domination masculine, la persécution des minorités sexuelles — au combat contre l’hégémonie « blanche » et de le faire adossée à une réflexion théorique ne comportant en définitive qu’une variable, « Occident » contre « Indigènes », symétriquement conçus en blocs presque toujours homogènes, solidaires, immuables ».
Aux yeux d’Halimi, avec de telles conceptions, « toutes les balises historiques du combat multiséculaire pour l’émancipation humaine (le rationalisme, le syndicalisme, le socialisme, le féminisme, l’internationalisme…) seront balayées par les torrents essentialistes et religieux ».
Clément Ghys dans Libération qualifie l'ouvrage de « logorrhée haineuse » et de « brûlot odieux ». Le journal dénonce la « dérive identitaire » de Houria Bouteldja, soulignant que si cette dernière conserve de « justes indignations », elle apporte des réponses « ahurissantes » aux problèmes qu'elle soulève, tout en faisant preuve d'une « ignorance historique crasse ».
Le Canard enchaîné affirme que Houria Bouteldja parle du vivre-ensemble dans son livre publié en 2016 mais « qu'elle n'en veut pas. Non aux luttes communes », citant en exemple qu'elle refuserait à l'historien Pascal Blanchard de travailler sur le fait colonial, parce que c'est un Blanc.
Pour Didier Leschi, président de l’Institut européen en sciences des religions, « Qu'inférer d'un tel pamphlet sinon que l'éditeur qui le publie et les intellectuels qui invitent son auteure à en débattre cautionnent ainsi un condensé “décolonisé” [sic] du noyau dur de la pensée de Charles Maurras : la haine du juif associée au dégoût du métissage pensé comme vecteur de l'effémination de la race. »

### Beaufs et barbares

#### Description
Selon Charlie Hebdo, dans son livre Beaufs et barbares, Houria Bouteldja se prononce en faveur d'une alliance entre prolétaires « blancs » et prolétariat « indigène », deux groupes dont elle estime les intérêts contradictoires. Pour ce faire, elle propose « de puiser dans les masculinités subalternes blanches et non blanches » et estime que « pour cela, il faut commencer par respecter les formes de dignité que revêtent ces formes de masculinité, […] [perçues] comme refuge contre la terreur de la modernité ».

#### Critiques
Selon Charlie Hebdo, Houria Bouteldja assume dans cet ouvrage une filiation soralienne et reprend les thèses masculinistes d'Éric Zemmour et d'Alain Soral. Le Point voit également l'influence de Soral dans le livre de Bouteldja, dans l'alliance qu'elle prône entre prolétaires « blancs » et « indigènes ». Pour le magazine, la thèse qu'elle y développe « contrarie sa pensée politique originelle ».

## Publications

### Ouvrages
- Avec Sadri Khiari, Félix Boggio Éwanjé-Épée et Stella Magliani-Belkacem, Nous sommes les indigènes de la République, Paris, Amsterdam, 2012, 435 + VIII (ISBN 978-2-35480-113-7, BNF 42762745).
- Les Blancs, les Juifs et nous : vers une politique de l'amour révolutionnaire, Paris, La Fabrique, 2016, 143 p. (ISBN 978-2-35872-081-6, BNF 44520326).
- Beaufs et barbares, Le pari du nous, Paris, La Fabrique, 2023, 270 p.  (ISBN 978-2-35872-250-6).

### Revues
- Chapitre dans La Révolution en 2010 ? : les vrais enjeux de 2007, Descartes et Cie, collection « Cahier Laser », no 10, 2007  (ISBN 2844461034) (BNF 4096128).
- Houria Bouteldja, « Pouvoir politique et races sociales », Période,‎ juin 2016 (lire en ligne).